# شابوشابو

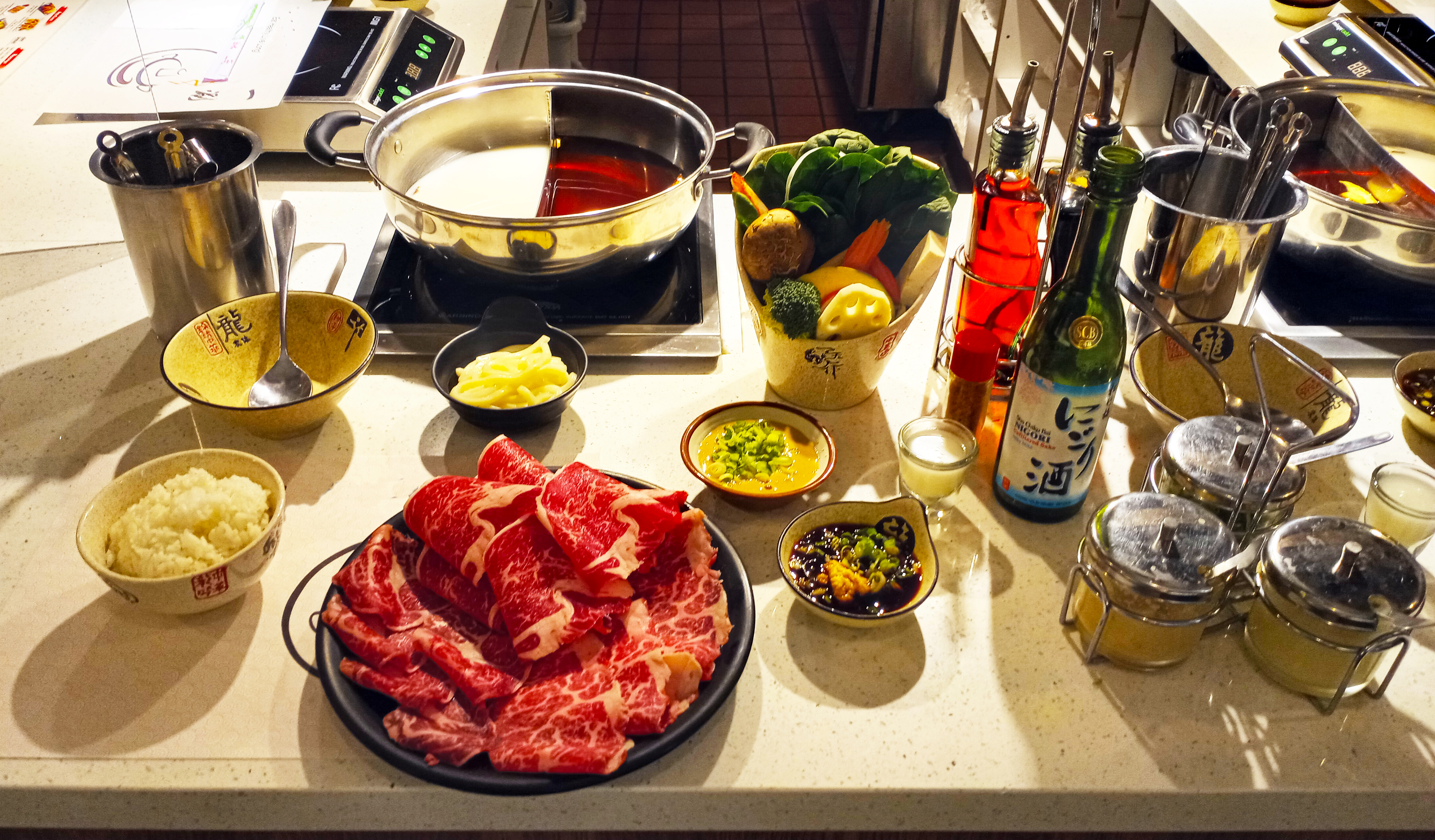
شابو شابو

شابوشابو یک غذای ژاپنی شامل قطعه‌های نازک گوشت و سبزی‌های پخته شده در آب است. این غذا شبیه به سوکی‌یاکی است. در هر دو آن‌ها از قطعات باریک و تکه‌شده گوشت و سبزی‌هائی استفاده می‌شود که در سس‌های مختلف غلتانده و سرو می‌شوند ولی شابوشابو نسبت به سوکی‌یاکی بیشتر طعم‌دار و کمتر شیرین است.